# Rosnay (Vendée)
Rosnay ist eine französische Gemeinde mit 664 Einwohnern (Stand: 1. Januar 2022) im Département Vendée in der Region Pays de la Loire; sie gehört zum Arrondissement Fontenay-le-Comte und zum Kanton Mareuil-sur-Lay-Dissais. Die Einwohner werden Rosnaysiens genannt.

## Geographie
Rosnay liegt etwa 17 Kilometer südsüdöstlich von La Roche-sur-Yon zwischen Yon und Lay. Das Gemeindegebiet gehört zum Regionalen Naturpark Marais Poitevin. Umgeben wird Rosnay von den Nachbargemeinden Château-Guibert im Norden und Nordosten, Mareuil-sur-Lay-Dissais und La Couture im Osten, La Bretonnière-la-Claye im Südosten, Le Champ-Saint-Père im Süden und Westen, Chaillé-sous-les-Ormeaux im Westen und Nordwesten sowie Le Tablier im Nordwesten.

## Bevölkerungsentwicklung
| Jahr                       | 1962 | 1968 | 1975 | 1982 | 1990 | 1999 | 2006 | 2013 |
| Einwohner                  | 531  | 480  | 436  | 452  | 451  | 427  | 507  | 588  |
| Quellen: Cassini und INSEE |      |      |      |      |      |      |      |      |

## Sehenswürdigkeiten
- Menhire Pierres Folles du Follet (Monument historique)
- Kirche Saint-Médard